# Okolište
Okolište (Okolišće) je naseljeno mjesto u općini Bugojno, Federacija Bosne i Hercegovine, BiH.

## Stanovništvo

### 1991.
Nacionalni sastav stanovništva 1991. godine, bio je sljedeći:
ukupno: 4
- Hrvati - 4 (100%)

### 2013.
Na popisu stanovništva 2013. godine bilo je bez stanovnika.